# Käxor
Käxor (Etmopterus) är ett släkte av hajar som beskrevs av Rafinesque 1810. Etmopterus ingår i familjen lanternhajar (Etmopteridae).
Arterna saknar analfena. Tänderna i över- och underkäken har avvikande storlek. På ryggen finns två ryggfenor med en tagg längst fram. Den andra ryggfenan är större än den första. På undersidan och på stjärtfenan förekommer ofta svarta mönster med lysorgan.

## Dottertaxa tillEtmopterus, i alfabetisk ordning[2][3]
- Etmopterus baxteri
- Etmopterus bigelowi
- Etmopterus brachyurus
- Etmopterus bullisi
- Etmopterus burgessi
- Etmopterus carteri
- Etmopterus caudistigmus
- Etmopterus compagnoi
- Etmopterus decacuspidatus
- Etmopterus dianthus
- Etmopterus dislineatus
- Etmopterus evansi
- Etmopterus fusus
- Etmopterus gracilispinis
- Etmopterus granulosus
- Etmopterus hillianus
- Etmopterus joungi
- Etmopterus litvinovi
- Etmopterus lucifer
- Etmopterus molleri
- Etmopterus perryi
- Etmopterus polli
- Etmopterus princeps
- Etmopterus pseudosqualiolus
- Etmopterus pusillus
- Etmopterus pycnolepis
- Etmopterus robinsi
- Etmopterus schultzi
- Etmopterus sentosus
- Blåkäxa (Etmopterus spinax)
- Etmopterus splendidus
- Etmopterus tasmaniensis
- Etmopterus unicolor
- Etmopterus villosus
- Etmopterus virens